# Darth Maul
Darth Maul er en person i Star Wars-universet. Han er desuden en sith-herre, der blev oplært af Darth Sidious, og er blevet oplært til at hade og bruge den mørke side af Kraften. Maul er også en af de første sith-herrer der afslørede sig i mange tusinde år, og her følger således citatet:
Der oversat betyder "Endelig skal vi afsløre os selv for Jedierne. Endelig skal vi have vores hævn".
Darth Maul var en zabrak fra Iridonia. Selvom han intet husker fra sin barndom,(dog at hans far blev dræbt af jedi rider b,golda ramten )eller hjemsted eller om hans familie, foreslås det at hans oprindelige navn var Khameir Sarin.